# Бернхард фон Каменц
Бернхард фон Каменц (на немски: Bernhard von Kamenz; Bernhard III) е епископ на Майсен (1293 – 1296).

## Живот
Той е син на Бернхард II фон Каменц от Саксония († 1245/1248) и съпругата му Мабилия († сл. 1248). Внук е на Бернхард I фон Веста († пр. 1220). Брат е на Витего I фон Каменц († сл. 1264) и Бернхард IV фон Каменц († 1274). Сестра му е омъжена за Цдислав фон Щернберг († сл. 1269).
След смъртта на баща му тримата братя Витего, Бернхард (III) и Бернхард IV основават през 1248 г. заедно с майка им Мабилия женския цистерцински манастир „Св. Мариенщерн“ в Горна Лужица и му дават богата поземлена собственост. По-големият Бернхард подарява цялата си наследена собственост на манастира. Той дарява множество реликви на манастира. Най-ценният му подарък е една частица от Кръста на Христос, който купува в Италия. Той дарява също частица от черепа на Йоан Кръстител и на свети Яков, също от престоя му в Италия.
Бернхард става духовник, следва в Италия и през 1268 г. е декан и 1276 г. пропст на катедралния манастир Майсен. Той е рядко в Майсен, живее от 1279 г. като канцлер в двора на херцог Хайнрих IV от Бреслау, който му дава като негова собственост епархията към Бриг и множество села.
След смъртта на Хайнрих IV (1290) пропст Бернхард отива в двора на младия крал Вацлав II от Бохемия, който му има голямо доверие. Той го изпраща 1292 г. след смъртта на крал Рудолф Хабсбургски на кралския избор във Франкфурт, за да даде там кралския изборен глас на Кралство Бохемия. Неговото дипломатическо изкуство помага да се избере Адолф от Насау вместо очаквания избор на херцог Албрехт Австрийски.
През 1293 г. Бернхард фон Каменц е избран за епископ на Майсен. Той възстановява отново финансовото положение на епископството. Той защитава интересите на епископството по време на скоро след това избухналата война (1294) между крал Адолф фон Насау и маркграф Фридрих фон Майсен.
Епископ Бернхард умира на 12 октомври 1296 г. в Майсен и е погребан, както той иска, в манастира Мариенщерн. Ежегодно денят на смъртта му е отбелязван празнично там.